# دة بركك
دة بركك (بالفارسية: ده پرکک) هي قرية تقع في قسم هوديان الريفي (مقاطعة دلغان) في إيران. يقدر عدد سكانها بـ 25 نسمة بحسب إحصاء 2016.